# 胡笔江

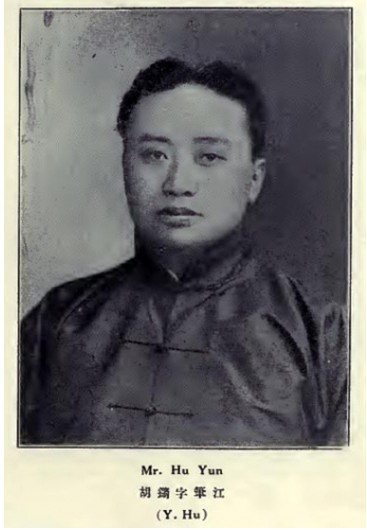
胡笔江

胡笔江（1881年4月27日—1938年），名筠，男，原籍江苏镇江，生于江苏江都，中国金融家，曾任交通银行董事长。

## 家族
- 長子胡惠春（1910-1993）別名胡仁牧，妻子王華雲（書法家王景琦女）